# Australian Open de 1969
O Australian Open de 1969 foi um torneio de tênis disputado nas quadras de grama do Milton Courts, em Brisbane, na Austrália, entre 20 e 27 de janeiro. Corresponde à 1ª edição da era aberta e à 57ª de todos os tempos.

## Finais

### Profissional
| Categoria | Evento    | Campeã(s)(o/ões)                           | Vice-campeã(s)(o/ões)                      | Resultado                                  | Chave(s)  | Chave(s)       |
| --------- | --------- | ------------------------------------------ | ------------------------------------------ | ------------------------------------------ | --------- | -------------- |
| Simples   | Masculino | Rod Laver                                  | Andrés Gimeno                              | 6–3, 6–4, 7–5                              | principal | qualificatório |
| Simples   | Feminino  | Margaret Court                             | Billie Jean King                           | 6–4, 6–1                                   | principal | qualificatório |
| Duplas    | Masculino | Roy Emerson Rod Laver                      | Ken Rosewall Fred Stolle                   | 6–4, 6–4                                   | principal | principal      |
| Duplas    | Feminino  | Margaret Court Judy Tegart Dalton          | Rosie Casals Billie Jean King              | 6–4, 6–4                                   | principal | principal      |
| Duplas    | Misto     | Final não disputada; o título foi dividido | Final não disputada; o título foi dividido | Final não disputada; o título foi dividido | principal | principal      |

### Juvenil
| Categoria | Evento    | Campeã(s)(o/ões)             | Vice-campeã(s)(o/ões) | Resultado | Chave(s)  | Chave(s)       |
| --------- | --------- | ---------------------------- | --------------------- | --------- | --------- | -------------- |
| Simples   | Masculino | Allan McDonald               |                       |           | principal | qualificatório |
| Simples   | Feminino  | Lesley Hunt                  |                       |           | principal | qualificatório |
| Duplas    | Masculino | Neil Higgins John James      |                       |           | principal | principal      |
| Duplas    | Feminino  | Pat Edwards Evonne Goolagong |                       |           | principal | principal      |